# Enizemum urumqiense
Enizemum urumqiense är en stekelart som beskrevs av Ma och Wang 1993. Enizemum urumqiense ingår i släktet Enizemum och familjen brokparasitsteklar. Inga underarter finns listade i Catalogue of Life.